# Kaaskerke
Kaaskerke (fr. Caeskerke, vls. Koaskerke) – dzielnica (deelgemeente) miasta Diksmuide w Belgii, w Regionie Flamandzkim, w prowincji Flandria Zachodnia, w okręgu Diksmuide. 1 stycznia 2020 roku liczyła 471 mieszkańców. Do 31 grudnia 1964 samodzielna gmina. Leży nad rzeką IJzer.

## Demografia
Liczba mieszkańców, stan na 1 stycznia:
| Rok                | 1930 | 1947 | 1961 | 2020 |
| ------------------ | ---- | ---- | ---- | ---- |
| Liczba mieszkańców | 541  | 560  | 543  | 471  |